# Хенинг Рюменап
Хенинг Рюменап (на немски: Henning Rümenapp) е германски китарист, участник в групата Guano Apes. Свири на китара от 15-годишен, но след зрелостните си изпит се включва в армията. По-късно се отдава на музиката, като китарист на Guano Apes. Свири предимно на G&L Telecaster, Musicman и Parker.